# Сарбай (сельское поселение Красная Горка)
Сарбай — железнодорожная станция в Кинель-Черкасском районе Самарской области, относится к сельскому поселению Красная Горка. 

## География
Находится у железнодорожной ветки Кротовка-Серные Воды на расстоянии примерно 21 километр по прямой на запад-северо-запад от районного центра села Кинель-Черкассы.

## История
Развитие станции связано с деятельностью железнодорожной ветки Кротовка-Серные Воды II.

## Население
Постоянное население составляло 74 человека (русские 85%) в 2002 году, 56 в 2010 году.